# Strade Ferrate Sarde
La Strade Ferrate Sarde, nota anche con l'acronimo SFS, era una società ferroviaria italiana, operante in Sardegna.

## Profilo e Storia

### La nascita

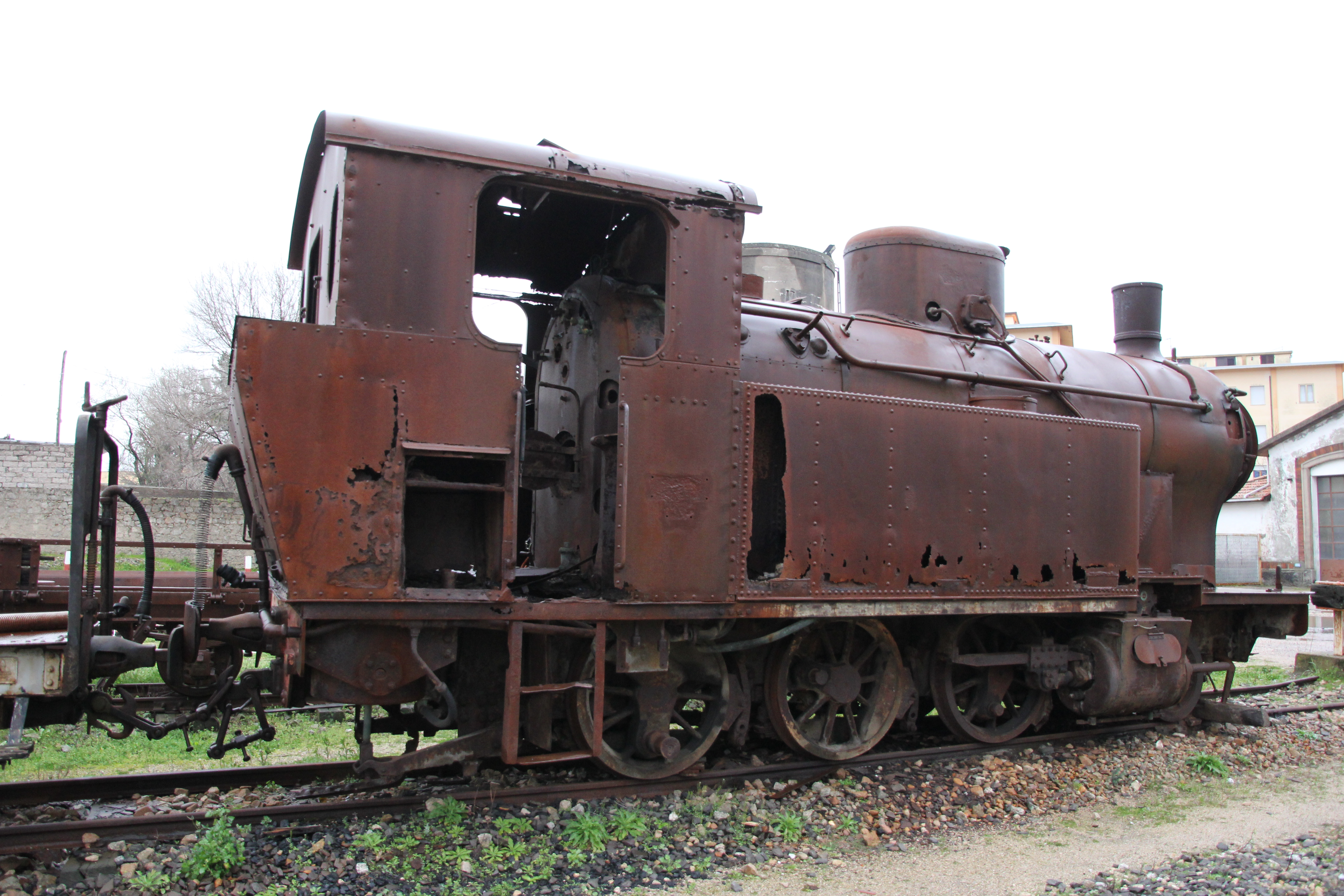
Locomotiva CEMSA ristrutturata e custodita nella stazione di Tempio, esemplare della serie di materiale di trazione che la società rilevò con l'acquisizione delle FSS

È il 1933 quando la società genovese Strade Ferrate Pugliesi, che aveva in gestione la ferrovia Martina Franca-Taranto, assorbe le Ferrovie Settentrionali Sarde e le relative linee, divenendo una delle tre concessionarie operanti sulla rete secondaria sarda. Per questo la società mutò ragione sociale pochi mesi dopo, divenendo la Società Anonima Strade Ferrate Sarde.
Il piano di espansione delle SFS portò in quello stesso anno all'acquisizione della maggioranza delle azioni di un'altra delle concessionarie della rete a scartamento ridotto isolana, le Ferrovie Complementari della Sardegna, fatto che portò sotto il controllo delle Strade Ferrate Sarde 846 km dei quasi 1000 della rete secondaria dell'isola. Proprio nell'ambito di una migliore organizzazione della gestione delle linee, le SFS acquisirono dalle FCS la gestione della Sassari-Alghero e della Monti Tempio nel 1941: in questo modo le SFS controllavano direttamente tutte le linee secondarie del nord Sardegna, le FCS gestivano le linee del centro e del sud dell'isola, mentre una terza società, la Ferrovie Meridionali Sarde, controllava le due linee del Sulcis, le uniche ferrovie pubbliche a scartamento ridotto indipendenti dal gruppo SFS-FCS.

### Il dopoguerra e la fusione

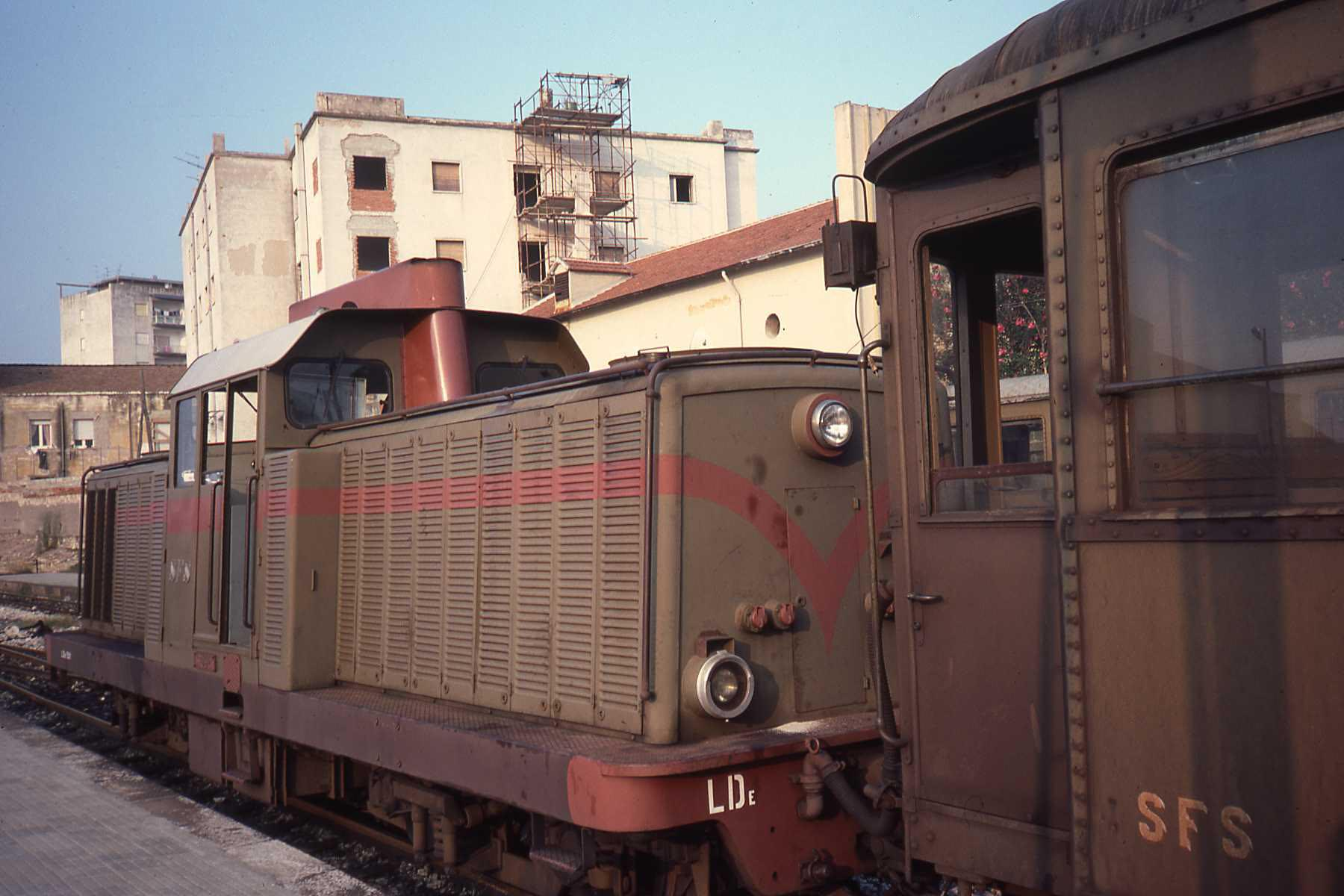
Locomotore LDe e vettura Breda delle SFS in sosta nella stazione di Sassari

Nel dopoguerra la rete SFS fu interessata ad alcuni interventi di ammodernamento finanziati dallo Stato, ma i conti della società cominciarono ad avere un andamento sempre più negativo, oltretutto la diffusione delle autolinee e l'avvento della motorizzazione di massa stava togliendo utenza alla società. Fu per questi motivi che sia le SFS che le controllate FCS iniziarono un piano di dismissioni, che portò nella rete settentrionale alla chiusura della tratta Monti-Luras della Monti-Tempio il 21 luglio 1958, sostituita da autolinee.
In quello stesso anno nel parco mezzi delle SFS fecero la comparsa i primi mezzi a trazione Diesel (le automotrici ADm e i locomotori LDe), fatto che portò a una velocizzazione delle relazioni, ma la situazione finanziaria della società andava peggiorando di anno in anno, tanto che nel 1971 venne commissariata insieme alle FCS, passando alla Gestione commissariale governativa.
Congiuntamente alla controllata FCS negli anni ottanta la società creò il progetto Trenino Verde, per rispondere alla domanda di turismo ferroviario che da alcuni lustri interessava le ferrovie secondarie sarde.
A Roma intanto si decise di razionalizzare la gestione della rete secondaria sarda sopravvissuta alla politica degli smantellamenti, così gli unici due gestori della rete ancora attivi, ovvero le SFS e le FCS, furono unite in unico ente, le Ferrovie della Sardegna, che vide la luce nel 1989. Dal 2010 le linee ex SFS sono gestite dall'ARST.